# Podlanak
Podlanak (kamelina; lat. Camelina), rod jednogodišnjeg ili dvogodišnjeg raslinja iz porodice krstašica, rasprostranjen po Euroaziji i sjeverozapadnoj Africi.
Od 8 ili 9 vrsta u rodu, u Hrvatskoj rastu tri, usjevni podlanak (C. sativa), zubasti podlanak (C. alyssum) i sitnoplodni podlanak (C. microcarpa).

## Vrste
1. Camelina alyssum (Mill.) Thell.
2. Camelina anomala Boiss. & Hausskn.
3. Camelina hispida Boiss.
4. Camelina lasiocarpa Boiss. & Balansa
5. Camelina laxa C.A.Mey.
6. Camelina microcarpa Andrz. ex DC.
7. Camelina neglecta J.R.Brock, Mandáková, Lysak & Al-Shehbaz
8. Camelina rumelica Velen.
9. Camelina sativa (L.) Crantz

## Sinonimi
- Chamaelinum Host; Fl. Austriaca 2: 224 (1831)
- Dorella Bubani; Fl. Pyrenees. 3: 231 (1901)
- Linostrophum Schrank; Fl. Prim. Salisb. 163 (1792)
- Sinistrophorum Schrank ex Endl.; Gen. 882 (1840)